# Bole
Bole je priimek v Sloveniji, ki ga je po podatkih Statističnega urada Republike Slovenije na dan 1. januarja 2010 uporabljo 340 oseb in je med vsemi priimki po pogostosti uporabe uvrščen na 1.085. mesto.

## Znani nosilci priimka
- Alenka Bole Vrabec (1937—2020), prevajalka, gledališka igralka in režiserka
- Alojzij Bole (1898—1967), učitelj
- Andrej Bole, zamejski vinogradnik, predsednik Društva Prosekar
- Anton (Tone) Bole (1916—1990), gospodarski in politični delavec
- Cita (Lovrenčič) Bole (1917—1986),  zdravstvena delavka in publicistka (medicinska sestra, babica, urednica)
- David Bole (*1979), geograf
- Davorin Bole (1833—1902), prevajalec in publicist
- Drago(mil) Bole (*1948), fotograf, vizualni umetnik
- Dušan Bole (1908—2002), politični delavec, prvoborec
- Franc Bole (1932—2020), duhovnik, ustanovitelj/ur. Ognjišča in Radia Ognjiše, 1. direktor slovenske Karitas
- Franc Bole (1903—?), kmet, član organizacije TIGR in partizan
- Grega Bole (*1985), kolesar
- Ivan Kapistran Bole (1878—1958), organist, zborovodja, pevec
- Ivan Bole (1885—?), zborovodja, organist
- Janez Bole (1919—2007), glasbenik, dirigent (zborovodja)
- Jože Bole (1929—1995), biolog (zoolog), akademik
- Marcela Bole (1914—2006), pesnica (v Avstraliji)
- Marcelina Bole (1886—1973), redovnica šolskih sester
- Meta Dobnikar (r. Bole) (*1964), geologinja
- Miran Bole (*1987), kolesar (Italija)
- Pavla Lovše Bole  (1891—1964), operna in koncertna pevka, sopranistka
- Petra Bole (*1973), oblikovalka nakita, dr., direktorica Muzejev Radovljiške občine
- Sašo Bole, kitarist, radijski in TV-voditelj, soust. skupine Bombe
- Slavko Bole, tekstilni podjetnik
- Stanislav Bole (1915—1995), slovenski gospodarstvenik v Italiji
- Tomaž Bole, kulturni menedžer (organizator)
- Velimir (Veljko) Bole (*1947), matematik, ekonomist